# Dein Song für eine Welt
Dein Song für eine Welt ist ein Songwriting-Wettbewerb für Kinder und Jugendliche im Alter zwischen zehn und 25 Jahren, der seit 2015 von Engagement Global im Auftrag des Bundesministeriums für wirtschaftliche Zusammenarbeit und Entwicklung veranstaltet wird.

## Geschichte
Im Jahr 2015 wurde der Wettbewerb als Begleitmaßnahme des Schulwettbewerbs des Bundespräsidenten Frank-Walter Steinmeier zur Entwicklungspolitik „alle für EINE WELT für alle“ geschaffen. Ziel ist es, Kindern, Jugendlichen und jungen Erwachsenen entwicklungspolitische Themen näherzubringen und die kreative beziehungsweise musikalische Auseinandersetzung mit dem Lernbereich globale Entwicklung sowohl in Schule und Unterricht als auch über den schulischen Kontext hinaus zu stärken.
Rund 600 selbst komponierte Songs wurden 2021 von 2.300 Kindern, Jugendlichen und junge Erwachsene aus Deutschland und Ländern des Globalen Südens eingereicht.

## Voraussetzungen
Der Song darf max. 3,5 Minuten lang sein und muss sich mit Themen globaler Entwicklung auseinandersetzen. Eine instrumentale Begleitung ist keine Voraussetzung, ein Songtext und eine eingesungene Melodie reichen für die Teilnahme aus.

## Musikpaten
- Albert N’sanda
- Banda Comunale
- EES
- Jessica „Jess“ Schöne
- Johanna Klum
- KAFVKA
- Rico Montero
- Jamie-Lee Kriewitz

## Preise
Insgesamt gibt es Geld- und Sachpreise im Wert von über 40.000 Euro zu gewinnen.

### Platzierungen

#### 1. Preis
Preisgeld in Höhe von 1.000 Euro sowie professionelle Song-Produktion mit Coaching, Musikvideodreh und Veröffentlichung auf dem EINE WELT-Album. Der Song wird zudem als Hymne gewählt.

#### 2.–5. Preis
Preisgeld in Höhe von 1.000 Euro sowie professionelle Song-Produktion mit Coaching und Veröffentlichung auf dem EINE WELT-Album.

#### 6.–20. Preis
Professionelle Song-Produktion mit Coaching und Veröffentlichung auf dem EINE WELT-Album.

### Sonderpreise

#### Afrika
Songs, die inhaltlichen Fokus auf den afrikanischen Kontinent richten und in Zusammenarbeit mit afrikanischen Musikern entstanden sind oder von Teilnehmenden aus der Region eingereicht wurden, können diesen Preis erhalten. Der Sonderpreis ist mit 1.000 Euro, sowie einer Studio-Session dotiert. Unabhängig von der Platzierung erfolgt die Veröffentlichung auf dem EINE WELT-Album.

#### Partnerschaftliche Zusammenarbeit
Songs in Zusammenarbeit mit Musikern aus Ländern des Globalen Südens qualifizieren sich für diesen Sonderpreis, der 1.000 Euro, sowie eine Studioaufnahme beinhaltet. Unabhängig von der Platzierung erfolgt die Veröffentlichung auf dem EINE WELT-Album.

#### Bester Songtext
Der beste Songtext wird ausgezeichnet mit einem Preisgeld in Höhe von 1.000 Euro.

#### Publikumspreis
Erfolgt durch online User-Voting. Der Song mit den meisten Votes wird professionell produziert und auf dem EINE WELT-Album veröffentlicht.

#### Anerkennungspreis
10 weitere Songs sowie die Plätze 2 bis 5 des User-Votings gewinnen ein Geldpreis in Höhe von 100 Euro.

## Renommierte Teilnehmer
- Alina Striedl, bekannt unter Luna